# Paul Rusesabagina

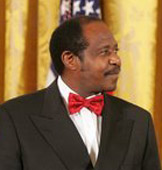
Rusesabagina ontvangt de Presidential Medal of Freedom (2005)

Paul Rusesabagina (Murama, 15 juni 1954) is een Rwandees humanitair activist, die internationaal bekend en geëerd is nadat hij begin jaren 90 tijdens de Rwandese genocide 1.268 Tutsi- en gematigde Hutu-vluchtelingen redde van een wisse dood door de Interahamwe-milities. Hij was de assistent-manager van het Sabena Hôtel des Mille Collines alvorens hij manager werd van Hôtel des Diplomates, beide in Kigali, Rwanda.
Zijn heldhaftige daad vormde de basis voor de film Hotel Rwanda (2004). Tegenwoordig woont hij met zijn vrouw, kinderen en twee geadopteerde nichtjes in afwisselend in Texas en Ukkel.

## Biografie

### Jeugd en carrière
Rusesabagina werd geboren in de centraal-zuidelijke regio van Rwanda in een landbouwersgezin. Hij wilde aanvankelijk pastoor worden, maar behoort qua religie vandaag de dag tot de Zevendedagsadventisten. Uit zijn eerste huwelijk heeft hij drie kinderen, Roger, Diane, Lys, met zijn vrouw Henque Rusesabagina. Nadat ze in 1981 scheidden, studeerde hij af bij het hotel-management-programma van de Utalii-universiteit in Nairobi, Kenia en ondernam hierbij een reis naar Zwitserland. Na zijn terugkeer naar Rwanda werd hij van oktober 1984 tot november 1992 assistent algemeen manager in het Hôtel des Mille Collines en werd hierna gepromoveerd tot algemeen manager van het Diplomate Hotel in Kigali, dat ook deel uitmaakte van het bedrijf. Hij ontmoette zijn huidige vrouw Tatiana in 1987 tijdens een huwelijksfeest. Tatiana was een verpleegster die vanwege haar Tutsi-afkomst gediscrimineerd werd op haar werk. Rusesabagina zorgde ervoor dat ze dichter bij hem kon wonen en leerde haar hierbij ook beter kennen. Nadat ze huwden kreeg ze een dochter, die een paar dagen na haar geboorte overleed. Later kregen ze nog een zoon, Tresor.

### Rwandese genocide
De Rwandese genocide barstte op 6 april 1994 los, toen het door Hutu's geleide Interahamwe-leger massaal Tutsi's begon uit te moorden. Alhoewel Rusesabagina van gemengde afkomst was (zijn vader was een Hutu en zijn moeder een Tutsi) was hij relatief veilig van deze genocide dankzij zijn positie en zakenconnecties met belangrijke militaire leiders van Hutu-afkomst. Desondanks liep zijn vrouw vanwege haar Tutsi-afkomst wel gevaar en werden hun kinderen als gemengde afkomst gezien, waardoor hij niet zomaar met zijn gezin uit de oorlogszone kon ontsnappen zonder hulp van buitenaf. De Verenigde Naties of hun machtige westelijke lidstaten verleenden echter geen buitenlandse hulp tot uiteindelijk meer dan 800.000 Rwandezen vermoord waren.
Toen het geweld uitbrak bracht Rusesabagina zijn familie naar het Hôtel des Mille Collines om hen in veiligheid te brengen. Terwijl de andere managers vertrokken belde Rusesabagina de eigenaar van het hotel, Sabena, en wist een brief te krijgen die bewees dat hij nu de algemene manager van Hôtel des Mille Collines was. Alhoewel de hotelstaf zijn autoriteit niet meteen aanvaardde kon hij toch via zijn positie alle vluchtelingen die naar het hotel kwamen onderdak bieden. Zijn buren hadden hier ook onderdak gezocht, alhoewel Rusesabagina niet eens een vuurwapen bezat. Om iedereen te beschermen tegen kogels en granaten plaatsten ze matrassen tegen de ramen. De situatie was zo ernstig dat ze zelfs verplicht waren om water uit het zwembad te drinken om te overleven.
Toen de Hutu-milities het hotel dreigden binnen te vallen verzekerde Rusesabagina dat zijn vrouw en kinderen veilig in een truck langs de wegversperringen die de milities hadden aangelegd konden vertrekken. De truck reed naar het vliegveld van Kigali, zodat ze naar een ander land konden vluchten. Zelf bleef hij in het hotel omdat de vluchtelingen hem nodig hadden. Rusesabagina en zijn vrouw bespraken deze beslissing urenlang, omdat hij haar beloofd had dat hij haar nooit in de steek zou laten. Rusesabagina wilde echter blijven, uit angst dat de achterblijvende vluchtelingen zouden vermoord worden en hij dit zichzelf nooit zou vergeven.
De truck werd echter gedwongen terug naar het hotel te rijden, zonder ooit de luchthaven te hebben bereikt. Iedereen in de truck, onder wie Tatiana en de kinderen, was geslagen omdat de Hutu-milities wisten dat zij de vrouw van de manager van Hôtel Mille Collines was. Ze hadden dit vernomen via Georges Ruggiu, de Italiaans-Belgische radiopresentator die op Radio Mille Collines haatpropaganda tegen de Tutsi-bevolking verspreidde. Ruggiu vergeleek Rusesabagina's familie met "kakkerlakken" en beweerde dat ze nu "vluchtten, maar later terug zouden keren om alle Hutu's te vermoorden".
Tatiana's moeder, vier nichten en neven kwamen allemaal om in de genocide. Haar broer en schoonzuster zijn vermist. Haar vader betaalde voor een executie zodat hij niet lang hoefde te lijden voor men hem doodde.
 "We wisten allemaal dat we konden sterven, geen twijfel. De enige vraag was "hoe?". Zouden ze ons in stukjes hakken? Met hun machetes konden ze je linkerhand afhakken. Dan verdwenen ze en verschenen enkele uren later terug om je rechterhand af te hakken. Daarna keerden ze terug om voor je linkerbeen, enzovoort. Ze gingen verder tot je stierf. Ze wilden je zo lang mogelijk laten lijden. Er was één alternatief: je kon soldaten betalen zodat ze je gewoon doodschoten. Dat is wat haar (Tatiana's) vader deed." (Paul Rusesabagina in Humo, nr. 3365, 1 maart 2005)
De Interhamwe-milities vermoordden bijna 1 miljoen mensen. Tutsi-rebellen dreven de Hutu's naar buurland Congo in juli 1994, nadat bijna de helft van alle Tutsi's in Rwanda vermoord was. Rusesabagina nam wezen uit het kamp achter de Tutsi-rebellen-grenzen met zich mee naar Tanzania om hen te beschermen en uit Rwanda te halen. Hij, zijn vrouw en gezin en de vluchtelingen wisten uiteindelijk naar Tanzania te vluchten dankzij het Rwandese Patriottistische Front. Nadat ze nog twee jaar daar bleven kreeg Rusesabagina uiteindelijk politiek asiel in België en verhuisde in 1996 naar Brussel, na verschillende doodsbedreigingen te hebben ontvangen.

## Arrestatie en proces in Rwanda
Rusesabagina, die zich vanuit de Verenigde Staten en België regelmatig kritisch uitliet over het autoritaire bewind van president Kagame, wordt sinds augustus 2010 door Rwanda beschuldigd van hulp aan de Hutu-rebellen. Hij zou geldbedragen hebben overgemaakt naar twee bevelhebbers van de Forces démocratiques de libération du Rwanda (FDLR). Rusesabagina ontkent de aantijgingen.
In augustus 2020 werd Rusesabagina volgens sommige bronnen opgepakt in het buitenland en overgebracht naar Rwanda waar hij aan de pers werd getoond. Volgens andere bronnen was hij aan boord van een privévliegtuig dat van Dubai onderweg was naar Bujumbura toen het werd afgeleid naar Kigali. Zijn advocaten hebben een klacht ingediend bij de VN, omdat zij vrezen dat hij om het leven gebracht zal worden.
Sinds 17 februari 2021 stond Rusesabagina terecht, samen met 20 leden van de FLN, de gewapende vleugel van zijn partij MRCD voor daden van terrorisme. De tenlastenlegging omvatte o.a.: organisatie van en deelname aan een gewapende vereniging, financiering van terrorisme, terreuractiviteiten en samenzwering.
Op 20 september 2021 werd hij schuldig bevonden aan aan terrorisme gerelateerde aanklachten en veroordeeld tot 25 jaar gevangenis. Tijdens de rechtszaak stelde hij president Paul Kagame aan de kaak en meldde hij dat hij uit ballingschap was ontvoerd om in Rwanda terecht te staan. Op 25 maart 2023 kwam Rusesabagina onder Amerikaanse druk  vrij, na gratie door Kagame.

## Media
Rusesabagina's verhaal werd voor het eerst verteld in Phillip Gourevitch' boek We Wish to Inform You That Tomorrow We Will Be Killed with Our Families (1998). In april 2006 publiceerde Rusesabagina zijn autobiografie An Ordinary Man (geschreven met Tom Zoellner, ISBN 0-670-03752-4, uitgegeven door Viking Penguin).
Zijn humanitaire daad vormde de basis voor de film Hotel Rwanda (2004), waarin Don Cheadle hem speelt. De film verschilt op een aantal vlakken van de eigenlijke gebeurtenissen:
- Tatiana Rusesabagina was niet boos dat haar man haar met de kinderen in een truck zette om uit het hotel te kunnen ontsnappen, maar wel verdrietig over de beslissing en aanvaardde het, gezien de omstandigheden. Paul nam zijn beslissing niet op het laatste moment, maar had de kwestie de avond voor de evacuatie al met Tatiana en zijn kinderen besproken.[7]
- Paul en zijn familie verlieten Rwanda onmiddellijk nadat ze uit het hotel waren ontsnapt.[8]
- Paul Rusesabagina zei in een lezing dat de film "minder gewelddadig was dan de eigenlijke genocide. Je zou iemand niet kunnen uitnodigen om naar de echte gebeurtenissen te kijken".

## Eerbewijzen
- In oktober 2005 kreeg Rusesabagina de Wallenberg-medaille van de Universiteit van Michigan als erkenning voor zijn reddingsactie en verdediging van Tutsi-burgers die in het Hôtel des Mille Collines verbleven.
- Op 9 november 2005 verkreeg hij de Presidential Medal of Freedom van president George W. Bush.[9]

## Verwijzingen
1. ↑  (en) Genocides, Politicides, and Other Mass Murder Since 1945 (pdf). web.archive.org. Gearchiveerd op 30 oktober 2008. Geraadpleegd op 1 oktober 2017.
2. ↑  (en)  The ‘Hotel Rwanda’ Hero Is on Trial. Here’s What We Know. NYtimes, 17 januari 2021
3. ↑  Held van "Hotel Rwanda" Paul Rusesabagina staat terecht in Rwanda. vrt.be, 17 januari 2021
4. ↑  (en)  Rusesabagina will have his day in court: Kagame. The New Times, 21 december 2020
5. ↑  Held van "Hotel Rwanda" is vrijgelaten na gratie door president Kagame. vrtnws.be (24 maart 2023). Geraadpleegd op 24 maart 2023.
6. ↑  (en) Catherine Byaruhanga, Paul Rusesabagina: Hotel Rwanda hero set free. BBC (25 maart 2023).
7. ↑  Rusesabagina, Paul (2006). An Ordinary Man. Viking, 148. ISBN 0-670-03752-4.
8. ↑  Rusesabagina, Paul (2006). An Ordinary Man. Viking, 170ff. ISBN 0-670-03752-4.
9. ↑  (en)  President Honors Recipients of the Presidential Medal of Freedom Office of the Press Secretary, 9 november 2005